# What Is Love?
What Is Love? é o segundo álbum de estúdio do grupo britânico Clean Bandit, lançado a 30 de novembro de 2018 através da Atlantic Records. Inclui os singles "Tears" (com Louisa Johnson), "Rockabye" (com Sean Paul e Anne-Marie), "Symphony" (com Zara Larsson), "I Miss You" (com Julia Michaels), "Solo" (com Demi Lovato), "Baby" (com Marina e Luis Fonsi) e "Mama" (com Ellie Golding). Além disso, o trabalho também conta com colaborações de Luis Fonsi, Ellie Goulding, Rita Ora e Charli XCX.

## Antecedentes
Ao falar sobre o intervalo de tempo entre os dois álbuns, o baixista e saxofonista Jack Patterson disse à revista Fault, no final de 2017, o seguinte: "Demorámos muito mais para criar cada música. Mas o nosso segundo [disco] está quase terminado - espero que no começo do próximo ano". A violoncelista e vocalista Grace Chatto também explicou que o projeto seria "mais sério" assim como mais "dançante" do que New Eyes: "Acho que o primeiro álbum foi muito mais despreocupado, enquanto que o nosso segundo álbum, em termos de letras, é mais sério. Algumas delas falam sobre separações, como 'I Miss You' e 'Tears', que estarão no álbum".
Chatto afirmou ainda que o grupo chegou a escrever canções para Harry Styles e, durante as sessões de gravação, colaboraram com Rhodes, Elton John e Gallant.

## Promoção
Em setembro de 2018, a banda revelou através de suas contas nas redes sociais que estava a trabalhar com Rita Ora e que a gravação do disco estava terminada. Vários dias depois, o título, alinhamento e a capa foram revelados, acompanhados de uma declaração sobre os temas: "O álbum examina muitos tipos e fases diferentes do amor. A sua conceção demorou três anos, durante os quais todos experimentámos o amor nas nossas vidas de maneiras diferentes [...] amor fraterno, amor de família, amor romântico, amor obsessivo, a dor do amor transformando-se em algo diferente ou desonesto, e claro em Rockabye, amor maternal incondicional".

## Alinhamento
| Edição padrão  |                                                                       |                                                                                         |                                    |         |  |
| N.º            | Título                                                                | Compositor(es)                                                                          | Produtor(es)                       | Duração |  |
| 1.             | "Symphony" (com a participação de Zara Larsson)                       | Jack Patterson Ina Wroldsen Steve McCutcheon Ammar Malik                                | Patterson Mark Ralph               | 3:32    |  |
| 2.             | "Baby" (com a participação de Marina e Luis Fonsi)                    | Patterson Camille Purcell Jason Evigan Marina Diamandis Matthew Knott Luis Lopez-Cepero | Patterson Grace Chatto Ralph       | 3:25    |  |
| 3.             | "Solo" (com a participação de Demi Lovato)                            | Patterson Chatto Frederick Gibson Purcell Demetria Lovato                               | Patterson Chatto Ralph Fred Gibson | 3:43    |  |
| 4.             | "Rockabye" (com a participação de Sean Paul e Anne-Marie)             | Patterson Wroldsen McCutcheon Malik Sean Henriques                                      | Patterson Ralph Steve Mac          | 4:10    |  |
| 5.             | "Mama" (com a participação de Ellie Goulding)                         | Patterson Chatto Evigan Caroline Ailin Elena Goulding                                   | Patterson Chatto Ralph             | 3:09    |  |
| 6.             | "Should've Known Better" (com a participação de Anne-Marie)           | Patterson Samuel Romans Anne-Marie Nicholson                                            | Patterson Chatto Ralph Romans      | 3:35    |  |
| 7.             | "Out at Night" (com a participação de Kyle e Big Boi)                 | Patterson John Ryan II Julian Bunetta Antwan Patton                                     | Patterson Chatto Ralph             | 3:54    |  |
| 8.             | "Last Goodbye" (com a participação de Tove Styrke e Stefflon Don)     | Patterson Emily Schwartz Ilya Salmanzadeh Stephanie Allen                               | Patterson Chatto Ralph Ilya        | 3:19    |  |
| 9.             | "We Were Just Kids" (com a participação de Craig David e Kirsten Joy) | Patterson Cara Salimando Jonathan Price                                                 | Patterson Chatto Ralph             | 3:29    |  |
| 10.            | "Nowhere" (com a participação de Rita Ora e Kyle)                     | Patterson Chatto Jonnali Parmenius Linus "Lotus IV" Wiklund Ilsey Juber Kyle Harvey     | Patterson Chatto Ralph Lotus IV    | 3:46    |  |
| 11.            | "I Miss You" (com a participação de Julia Michaels)                   | Patterson Chatto Julia Michaels                                                         | Patterson Chatto Ralph             | 3:25    |  |
| 12.            | "In Us I Believe" (com a participação de Alma)                        | Patterson Uzoechi Emenike                                                               | Patterson Chatto Ralph             | 3:27    |  |
| Duração total: | Duração total:                                                        | Duração total:                                                                          | Duração total:                     | 42:54   |  |

| Faixas bónus da edição deluxe |                                                                  | |                                                     |         |  |
| N.º                           | Título                                                           | Compositor(es) | Produtor(es)                                        | Duração |  |
| 13.                           | "24 Hours" (com a participação de Yasmin Green)                  | Patterson Parmenius Ryan II Bunetta                                                                                   | Patterson Ralph John Ryan Bunetta                   | 3:02    |  |
| 14.                           | "Playboy Style" (com a participação de Charli XCX e Bhad Bhabie) | Patterson Chatto Danielle Bregoli George Astasio Jason Pebworth Jonathan Shave Ryan Alan Alexander Oriet David Phelan | Patterson Chatto Ralph The Invisible Men Salt Wives | 3:40    |  |
| 15.                           | "Beautiful" (com a participação de Davido e Love Ssega)          | Patterson Ssegawa-Ssekintu Kiwanuka David Adeleke                                                                     | Patterson Chatto Ralph                              | 3:44    |  |
| 16.                           | "Tears" (com a participação de Louisa Johnson)                   | Patterson Samuel Romans                                                                                               | Patterson Ralph                                     | 3:45    |  |

## Desempenho comercial

### Posições nas tabelas musicais
| Tabela musical (2018)                              | Melhor posição |
| -------------------------------------------------- | -------------- |
| Austrália - ARIA Albums Chart                      | 48             |
| Bélgica - Ultratop 50 (Flandres)                   | 56             |
| Bélgica - Ultratop 50 (Valónia)                    | 131            |
| Escócia - Scottish Albums Chart                    | 30             |
| Canadá - Canadian Albums                           | 50             |
| Espanha - PROMUSICAE                               | 79             |
| Estados Unidos - Billboard 200                     | 141            |
| Estados Unidos - Billboard Dance/Electronic Albums | 1              |
| Finlândia - Suomen virallinen lista                | 9              |
| França - SNEP                                      | 141            |
| Hungria - Top 40 Album                             | 9              |
| Irlanda - Irish Albums Chart                       | 30             |
| Japão - Oricon Albums Chart                        | 29             |
| Nova Zelândia - NZ Top 40 Albums                   | 40             |
| Países Baixos - Mega Album Top 100                 | 47             |
| Reino Unido - UK Albums Chart                      | 19             |
| Suíça - Schweizer Hitparade                        | 58             |

### Certificações
| País           | Provedor     | Certificação |
| -------------- | ------------ | ------------ |
| Canadá         | Music Canada | Platina      |
| Estados Unidos | RIAA         | Ouro         |